# Паоло Веронезе
Паоло Кальяри (итал. Paolo Caliari), более известный как Веронезе (итал. Veronese — «Веронец»; 1528, Верона, область Венето — 9 или 19 апреля 1588, Венеция) — итальянский художник, один из виднейших живописцев позднего итальянского Возрождения венецианской школы. Работал в Венеции и в других городах области Венето. Вместе с Тицианом, на поколение старше, и Тинторетто, Паоло Веронезе считается одним из «великого трио» художников, доминировавших в венецианской живописи шестнадцатого века. Известный как превосходный колорист, после начального периода маньеризма под влиянием Тициана он разработал собственный стиль.

## Биография
Паоло Веронезе родился в Вероне (отсюда его прозвание «Веронец»), в семье резчика по камню Габриеле ди Пьетро Кальяри, носившего семейное прозвание «Спезапреда» (итал. spezapreda — диал.: «камнедробилка»). В многочисленных позднейших источниках указывались различные годы его рождения, но Сесил Гулд, автор статьи о Веронезе в «Биографическом словаре итальянцев», ссылается на документы 1529 года, где возраст Паоло указан как один год, 1541 года, где упоминается 14-летний Паоло, подмастерье Антонио Бадиле, и 1588 года, где сообщается, что художник умер в возрасте шестидесяти лет.
В отрочестве Паоло был подмастерьем отца, осваивая ремесло резчика по камню, но рано проявил интерес и способности к живописи и был отдан в науку к дяде — Антонио Бадиле, на чьей дочери Елене он позднее женился. Как Бадиле, так и другой учитель Паоло, Доменико Брузасорци, были представителями школы Джованни Франческо Карото, не особо талантливыми, но умелыми живописцами. На формирующийся стиль живописи Веронезе также оказали влияние художники-маньеристы Джамбаттиста Дзелотти, Паоло Фаринати и брешианские мастера Романино, Моретто и Савольдо. Влияние последних было достаточно ограниченным, поскольку молодой Кальяри в своей живописной технике быстро перерос своих учителей. За время учёбы у Бадиле молодой художник получил прочные начальные навыки живописца и любовь к композициям, в которых сочетаются человеческие фигуры и архитектура.
В 1540-е годы, работая в Вероне и Мантуе, Кальяри уже демонстрировал основы индивидуального стиля — чистые, пронизанные светом тона, соединяемые прозрачными тенями. На примерах росписей Джулио Романо и Андреа Мантеньи он освоил также искусство эффектных ракурсов. Специалисты затрудняются определить время создания первых веронских работ Кальяри. По-видимому, запрестольный образ из Бевилаккуа («Мадонна на троне со святыми») создан в 1548 году, к завершению капеллы церкви Сан-Фермо-Маджоре, для которой предназначался, или чуть позднее. Некоторые признаки позволяют датировать написание картины «Иисус среди книжников» (ныне в собрании Прадо, Испания) тем же годом. Другие большие полотна, точно не датируемые, но явно относящиеся к раннему периоду творчества, — «Введение во храм» (Дрезденская галерея) и «Помазание Давида» (Музей истории искусств, Вена). Первой значительной работой Веронезе, где он уже проявил себя как мастер ракурсов, считаются фрески виллы Соранца в Тревилле (Кастельфранко-Венето), выполненные в 1551 году. Над этой росписью он работал совместно с Дзелотти; в XIX веке фрески были уничтожены, но их фрагменты хранятся в Венецианской семинарии, соборе Кастельфранко-Венето и в художественной галерее Виченцы.

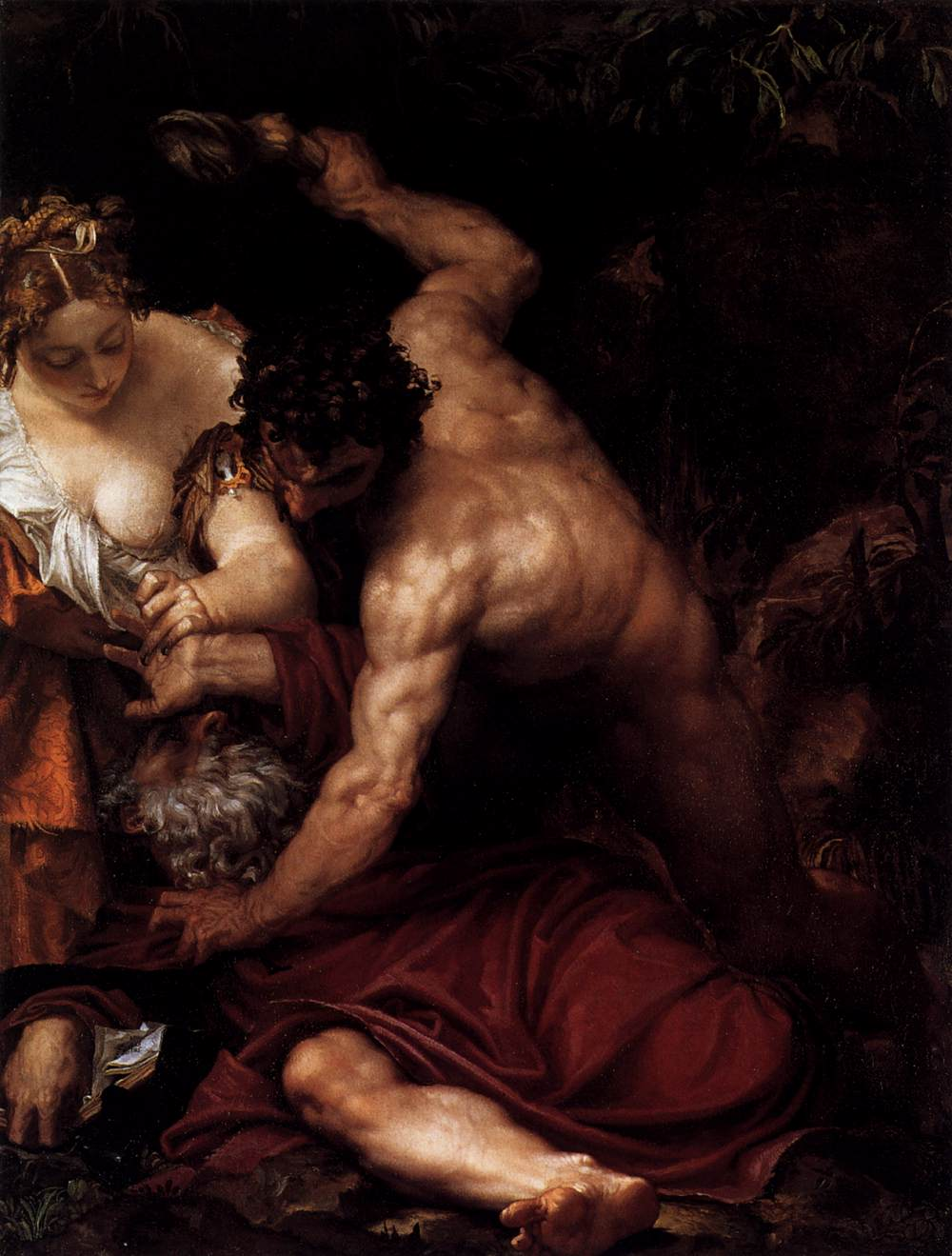
Искушение Святого Антония. Между 1552 и 1553. Холст, масло. Музей изящных искусств, Кан, Франция

Вскоре Паоло начал получать важные заказы, в том числе благодаря своей связи со знаменитым архитектором Микеле Санмикели, с которым он установил плодотворное сотрудничество. В 1552 году кардинал Эрколе Гонзага заказал для собора в Мантуе четыре запрестольных образа Кальяри и трём другим живописцам — Баттисте дель Моро, Фаринати и Брузасорци. Кальяри по этому заказу создал композицию «Искушение Святого Антония» (ныне хранится в Кане, Франция), завершив его в Вероне в 1553 году. Эта картина, в которой ощущается влияние Микеланджело, согласно Итальянской энциклопедии, намного превосходила в уровне работы остальных художников, работавших над тем же заказом.
В 1553 году началась работа Кальяри в Венеции, куда он, возможно, был приглашён по рекомендации популярного в Венецианской республике художника Джамбаттисты Понкино. Его первым заказом стала роспись плафона только что отремонтированного зала Совета десяти во Дворце дожей. В этой первой работе по заказу венецианских властей художник уже демонстрировал зрелый, сложившийся стиль: его ракурсы создают ощущение, что фигуры росписи «зависли в воздухе» над головой смотрящего, палитра богата и насыщена, ярко освещённые переходы наполняют красками даже затенённые участки изображения, а роскошные многофигурные композиции естественно вписываются в пространство больших помещений.
По-видимому, несколько лет Кальяри делил своё время между Вероной, Венецией и заказами в других городах, однако примерно в середине 1550-х годов он окончательно перебрался в Венецию, где провёл большую часть оставшейся жизни вплоть до своей кончины. С этого момента он начал подписывать свои работы как Веронезе — «Веронец». Наиболее ранняя из точно датируемых картин с его подписью — «Преображение Христа» в соборе Монтаньяны — закончена 3 июня 1555 года. Тем же годом датируется роспись потолка сакристии монастырской церкви Св. Себастьяна, после чего он начал работу над потолком уже в самой церкви. Веронезе периодически возвращался к работе над убранством этого храма вплоть до 1570 года. Сюжетом для церковного плафона стала «История Эсфири», Веронезе также создал для церкви, соответственно в 1558 и 1559 годах, настенные фрески с историей Святого Себастьяна и расписные створки органа.

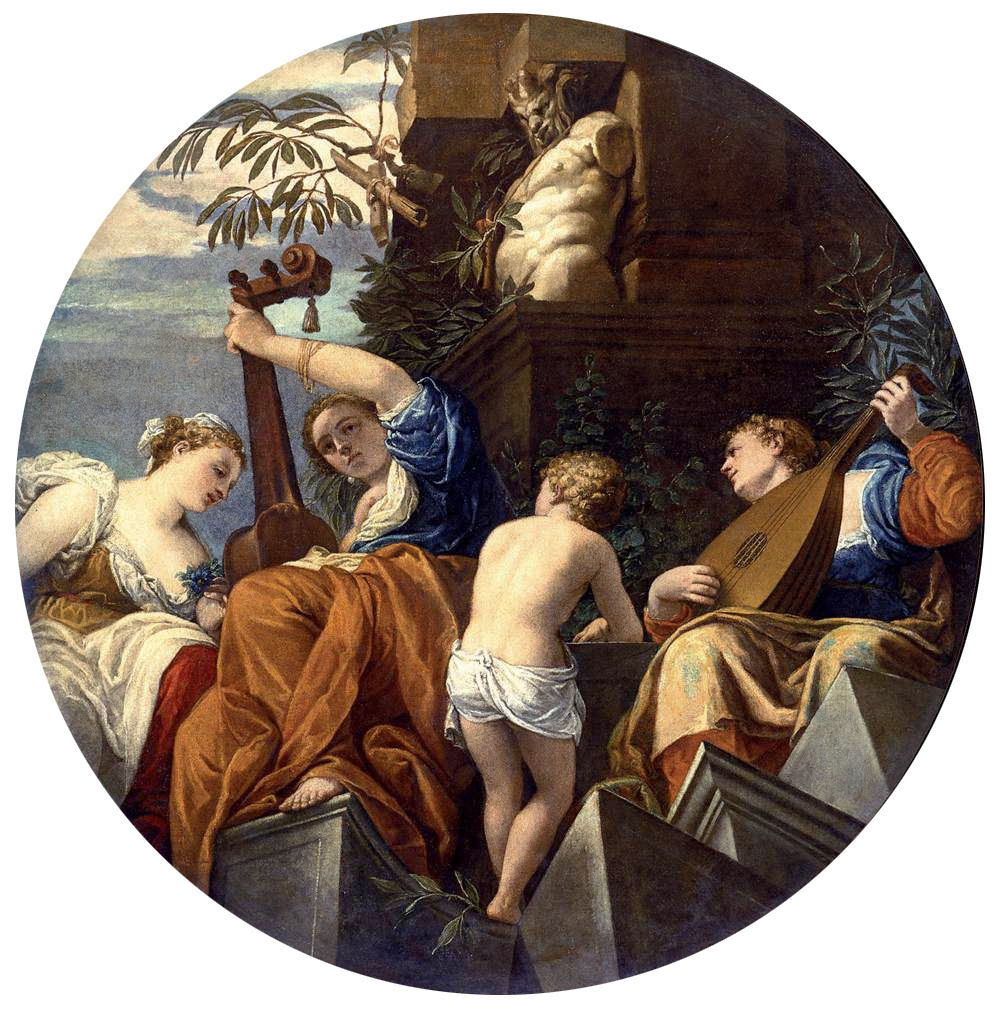
Музыка. Тондо. Между 1556 и 1557. Холст, масло. Библиотека Марчиана, Венеция

В определённой степени успех Кальяри в Венеции в первые годы был связан с тем, что творивший там же Тициан уже состарился и работал в основном для иностранных заказчиков, а другой знаменитый живописец, Тинторетто, отличался непомерным эгоцентризмом. Тем не менее эксперты соглашаются, что вклад Веронезе в оформление Библиотеки Сансовино, созданное в 1556—1557 годах (три тондо с аллегориями «Чести», «Геометрии и Арифметики», «Музыки»), был наиболее выдающимся из работ семи художников, участвовавших в этом проекте. Художники писали панно маслом на холстах, помещённые в золочёные деревянные рамы (фрески во влажном климате сохранялись плохо).
Власти города официально преподнесли Веронезе золотую нашейную цепь, предназначавшуюся для художника, наиболее отличившегося в росписи библиотеки, а Тициан удостоил его личной похвалы. Параллельно с работой над публичными зданиями Веронезе в конце 1550-х и начале 1560-х годов выполнял в Венеции многие частные заказы. Ему довелось оформлять самые сложные в архитектурном отношении ренессансные здания этого времени — творения венецианских архитекторов Микеле Санмикели, Андреа Палладио и Якопо Сансовино. Впоследствии их архитектурные решения были использованы им в таких живописных произведениях как «Паломники Эммауса» и «Пир в доме Левия».
По-видимому, в 1560 году Веронезе вместе с Джироламо Гримани посетил Рим, однако, по мнению историков искусства, эта поездка не имела существенных последствий для его творческой карьеры. Напротив, важным этапом в творчестве Веронезе стала в 1561 году роспись виллы братьев Даниэле и Маркантонио Барбаро в Мазере, знаменовавшая его окончательный отход от канонов маньеризма в сторону естественности композиции и яркой цветовой гаммы. Опираясь на классические архитектурные формы, созданные архитектором Андреа Палладио, и поручив архитектурные детали оформления своему брату Бенедетто, художник создал на стенах виллы «обманчивые пейзажи», а на потолках изобразил голубое небо с фигурами мифологических персонажей. Естественность поз и красок отличает как фрески на мифологические и аллегорические сюжеты, изображающие радости жизни, так и портреты жены Барбаро с детьми и кормилицей. В январе 1562 года художнику поручили создание картин-панно для зала Большого совета во Дворце дожей в Венеции; по мнению историка искусства Энрико Ридольфи, этот заказ был получен благодаря успеху росписей в Мазере.

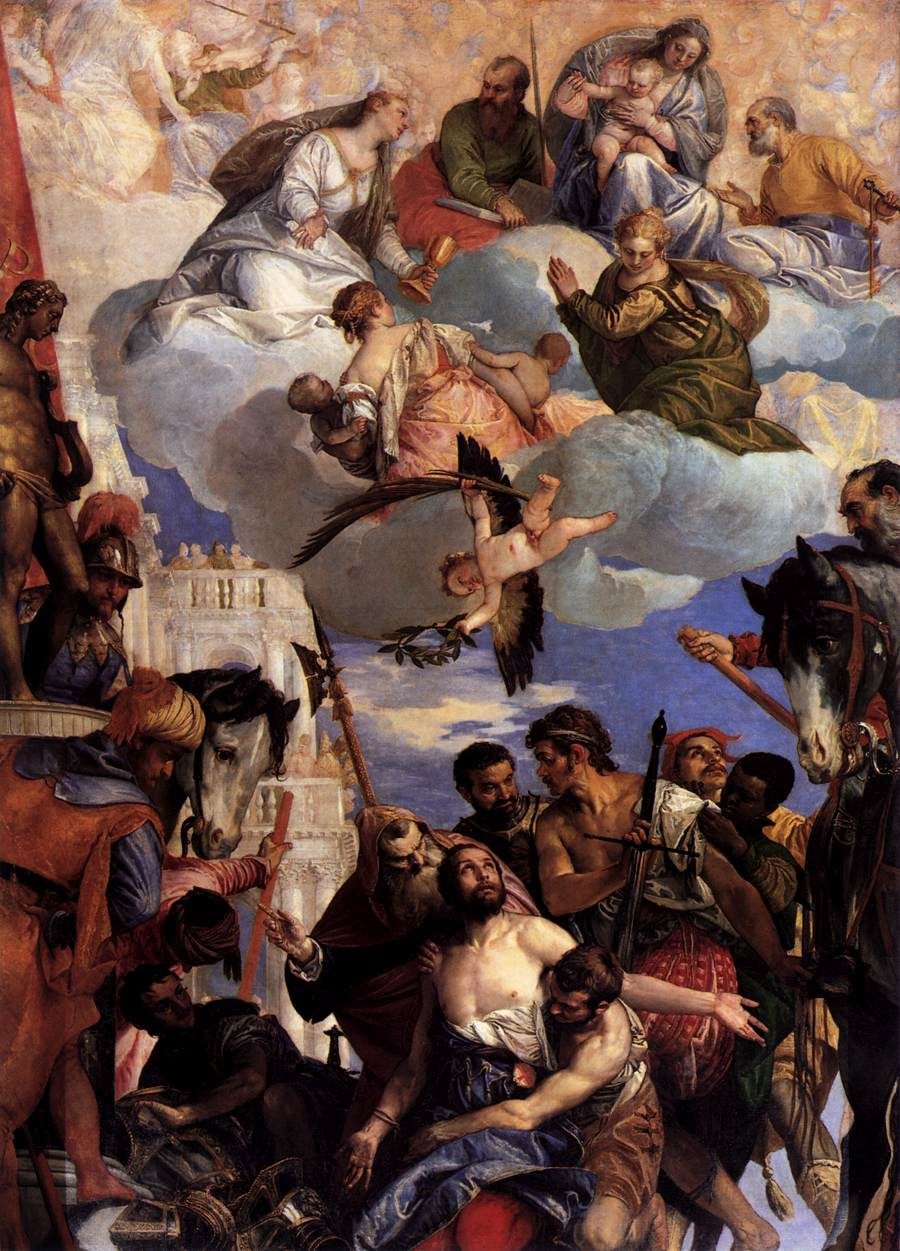
Мученичество Св. Георгия. 1566. Холст, масло. Церковь Сан-Джорджо-ин-Браида, Верона

В 1562—1563 годах для трапезной базилики Сан-Джорджо-Маджоре в Венеции Веронезе создал большую картину «Брак в Кане Галилейской» (ныне в коллекции Лувра). Эту многофигурную композицию отличают открытость живописного пространства, множественность планов и сложное, но упорядоченное расположение персонажей. Число изображённых персон приближается к сотне (предполагается, что в образе четырёх музыкантов запечатлены Тициан, Тинторетто, Якопо Бассано и сам автор), на фоне яркой толпы почти теряются Мария и Христос.
Официальное признание в Венеции обеспечивало Веронезе не только известность, но и финансовую независимость. В апреле 1566 года он побывал в родном городе, где женился на Елене Бадиле. Там же он создал алтарную картину «Мученичество святого Георгия» для церкви Сан-Джорджо-ин-Браида в Вероне. Композиция этого произведения оставалась затем прототипичной для картин подобного рода до XVIII века и позже — вплоть до работ Делакруа. Позже художник ещё неоднократно возвращался в Верону, выполнив множество работ для местных заказчиков.

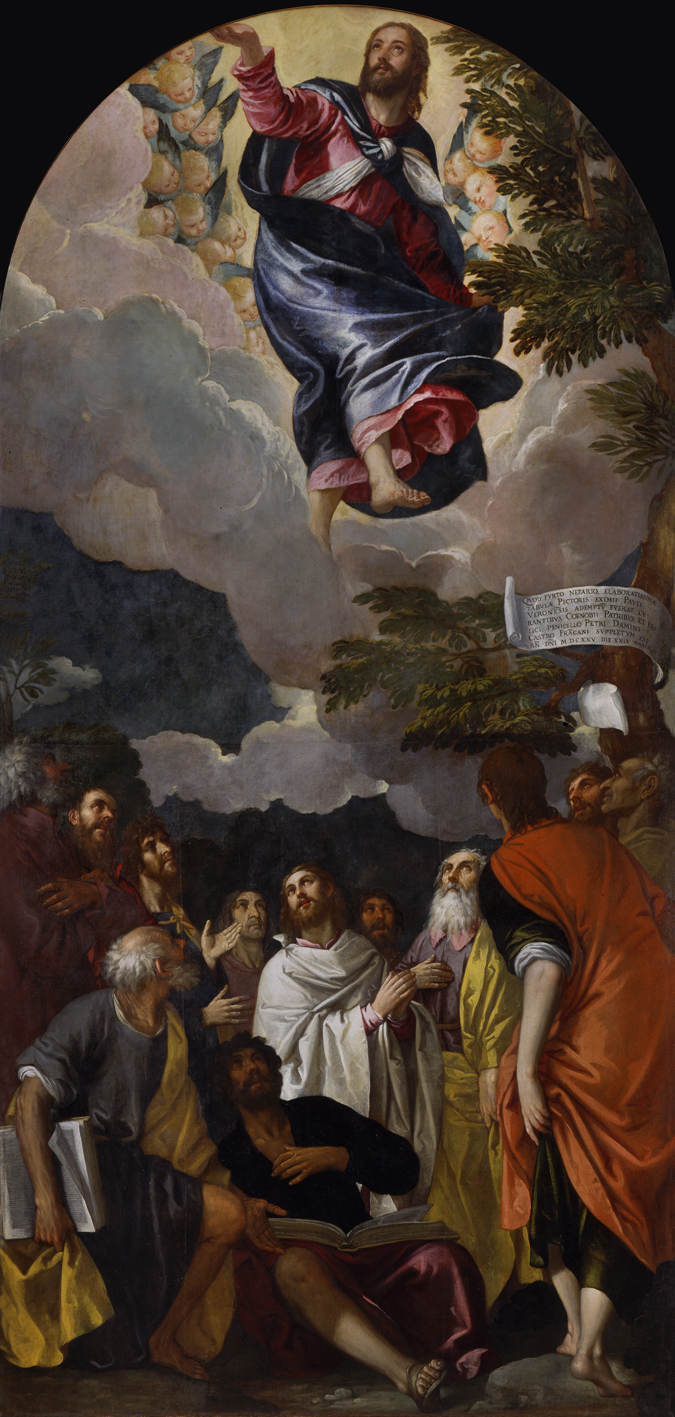
Вознесение Христа. 1575. Холст, масло. Церковь Сан-Франческо-Гранде, Падуя

Самым важным событием на протяжении оставшейся жизни Веронезе был скандал вокруг его картины «Тайная вечеря», написанной в 1573 году для базилики Санти-Джованни-э-Паоло (святых Петра и Павла). Полотно, в художественном отношении ставшее одной из лучших работ художника, привлекло внимание Святой инквизиции своей нетрадиционной композицией и обилием персонажей, что противоречило каноническому сюжету. Среди персонажей картины — собака, слуга с окровавленным носом, уличный актёр с попугаем и другие. В ответ на предъявленные обвинения Веронезе горячо отстаивал своё право как живописца на художественную вольность, заявив, что художники пользуются «теми же вольностями, какими пользуются поэты и сумасшедшие». Возможно, в ход процесса вмешались светские власти, так как в итоге был найден устраивавший все стороны компромисс: картина была переименована в «Пир в доме Левия» с минимальными переделками в соответствии со сменой темы. В настоящее время это произведение входит в коллекцию Венецианской академии, будучи единственной из «пиршественных» картин Веронезе, оставшихся в этом городе.
В последние годы жизни, помимо брата Бенедетто, Веронезе привлекал к работе своих сыновей Карло и Габриэле; после смерти отца они получили известность как «наследники Паоло» (haeredes Pauli), поскольку использовали эскизы и этюды, которые мастер оставил после себя. Бенедетто, Габриеле и Карло участвовали в создании последней масштабной работы Паоло Веронезе — картины «Апофеоз Венеции» для плафона зала Большого совета Дворца дожей, законченной к 1585 году.
В 1588 году Веронезе заразился лихорадкой и умер через несколько дней. Брат и сыновья добились, чтобы художник был похоронен в церкви Св. Себастьяна, над убранством которой он долго работал. Над могилой Веронезе был установлен его скульптурный бюст.

## Творчество
В юношеских произведениях Кальяри («Мадонна», остатки фресок из Casa Contarini, фрески виллы Соранцо и виллы Фанцоло) можно обнаружить характерные особенности веронской школы с её нежным колоритом, но вместе с тем и известную свободу в создании художественных образов, которой автор был обязан влиянию «рафаэлесков» (школы Рафаэля Санти). В возрасте 27—28 лет он был призван в Венецию для украшения сакристии церкви Святого Себастьяна и так хорошо выполнил возложенную на него задачу, что до 1570 года постоянно привлекался к работам для этой церкви и существовавшего при ней монастыря, а по смерти удостоился чести быть погребённым в этом храме. Его работы в церкви Святого Себастьяна отличаются лёгкостью рисунка и нежным, тёплым колоритом:
- Коронование Девы
- Эсфирь перед Артаксерксом (Ксеркс I)
- Коронование Эсфири и триумф Мардохея
- Алтарный образ Девы Марии
- Фрески, изображающие житие и страдания Святого Себастьяна
- Христос у Симона Фарисея

В изображениях евангельских сцен с участием в них Христа (Брак в Кане Галилейской, Христос у Симона Фарисея; Христос у Симона; Христос в Эммаусе) Веронезе своеобразно соединял библейское с современным: в венецианских интерьерах XVI века, на фоне архитектуры эпохи Возрождения, пируют в венецианских же костюмах современники художника. Перед нашими глазами оживает всё великолепие пиров того времени; мы видим ту жажду удовольствий и ту любовь к роскоши и нарядам, которыми отличались венецианцы — современники Веронезе.
В числе его картин на евангельские темы, кроме вышеприведённых, важнейшими являются:
- Мистическое обручение Святой Екатерины
- Мучение св. Юстины
- Святого Георгия
- Снятие с креста
- Отдых на пути в Египет
- Воскрешение сына наинской вдовы
- Поклонение волхвов (Эрмитаж)

По сравнению с Тинторетто стиль Веронезе всегда был более спокойным и статичным, близким к традициям позднего Возрождения; в его работах нет того яростного экспериментирования со светом и ракурсами, как у Тинторетто. Тем не менее Паоло Веронезе традиционно включают вместе с Тинторетто и Тицианом в триаду великих венецианских живописцев XVI века. В произведениях зрелого периода Веронезе соединяет умелый и изящный рисунок с богатством замысла, блеском и теплотой колорита. Как портретист (портреты Маркантонио Барбари, Даниеле Барбаро, воина, сенатора из фамилии Капелло, Джованни Барбариго) Паоло Веронезе приближается к манере Тинторетто, но при этом остаётся неизменно оригинальным.

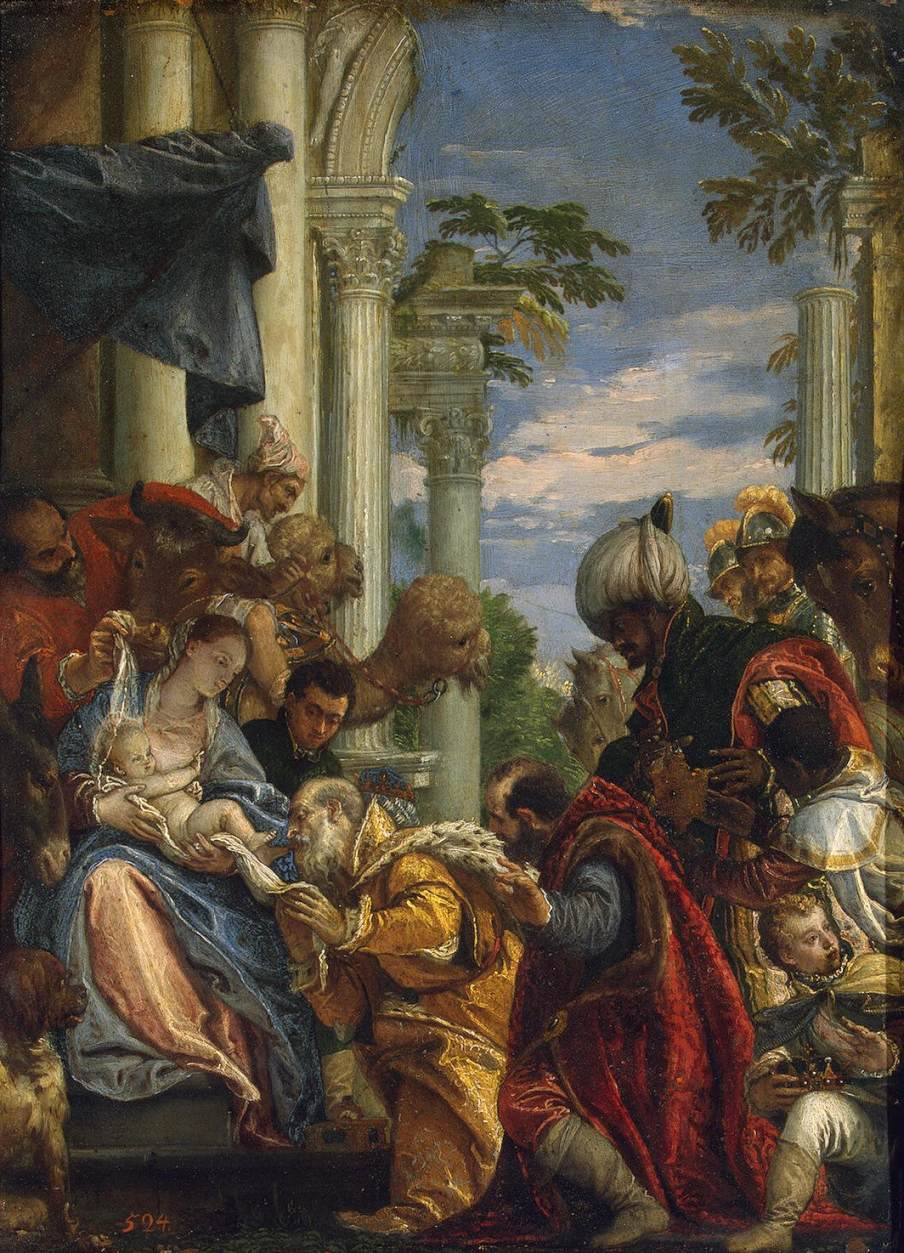
Поклонение волхвов. 1570-е годы. Медь, масло (переведено с дерева). Государственный Эрмитаж, Санкт-Петербург

В середине 1570-х годов на смену монументальным композициям в творчестве Веронезе приходят камерные интонации, значительное место среди произведений этих лет занимают картины на аллегорические и мифологические темы. Из работ этого типа в период между 1576 и 1584 годами созданы «Венера и Марс» и «Венера и Адонис», между 1578 и 1580 годами — «Похищение Европы». В композициях на религиозные сюжеты («Распятие», около 1576; «Поклонение волхвов», 1578—1581), а также «Святой Пантелеймон, исцеляющий ребёнка», несколько версий «Пьеты») фоном становится тёмное вечернее небо, благодаря чему обычным для Веронезе ярким тонам одежд персонажей сообщается драматичная напряжённость. В таких произведениях Веронезе тоже часто использует простые крупнофигурные композиции — образцом может служить «Оплакивание Христа» (ок. 1576—1582, ныне в коллекции санкт-петербургского Эрмитажа).
Декоративные произведения (не все из них сохранились) отличаются смелостью замысла, свободой исполнения, свежестью колорита; они хорошо вписываются в пространство архитектурных интерьеров. Сильную сторону его таланта составляет стенная и плафонная живопись. Особенно интересны в этом отношении фрески виллы Барбаро в Мазере и картины маслом для Дворца дожей в Венеции. Некоторые картины из Дворца дожей теперь находятся в других местах; часть из них — в зале Большого совета:
- Возвращение дожа Андреа Контарини с морской победы над генуэзцами при Кьодже
- Защита Скутари Антонием Лоредано
- знаменитый плафон Апофеоз Венеции

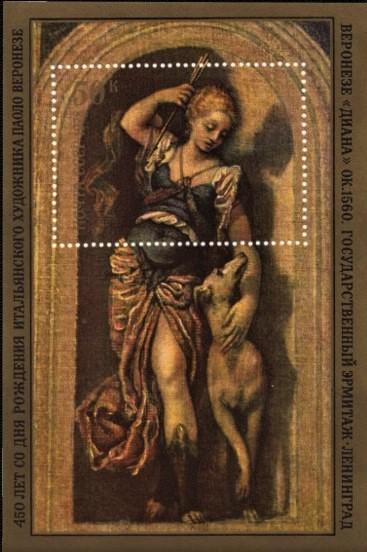
Почтовый блок к 450-летию со дня рождения Паоло Веронезе

Стиль Веронезе, не слишком менявшийся в последние десятилетия его жизни, был достаточно гибким, но его произведения можно понять только исходя из тех условий, для которых они создавались. В санкт-петербургском Эрмитаже имеется немалое количество: семь картин самого Веронезе и восемь произведений его школы.
Выдающийся знаток живописи А. Н. Бенуа в своём знаменитом «Путеводителе по картинной галерее Императорского Эрмитажа» (1910) отмечал:

 «Чтобы вполне судить о мощи Паоло Кальяри, прозванного по родине его Веронезе, недостаточно знать картины Эрмитажа. Надо стоять под его плафоном „Апофеоз Венеции“ во дворце Дожей или перед его „Браком в Кане“ в Лувре, чтоб почувствовать всю грандиозную ширь этого роскошнейшего из художников, этого богача, сыпавшего какими-то миллиардами сокровищ. Там понимаешь глубокую связь, существовавшую между Веронезе и его временем, понимаешь, что он отдал весь свой гений на службу церкви, государству и высшим сословиям в их стремлении отвоевать обратно утраченное могущество над массами» 
Для Веронезе важнейшее значение имело качество архитектоничности, диктуемое органичной связью его живописных композиций с архитектурой и, в более широком смысле, с окружающей средой города. Это качество в первую очередь обеспечивалось его удачным сотрудничеством с архитекторами Андреа Палладио и Якопо Сансовино.

 «В индивидуальном стиле Веронезе соединились традиционная для венецианского искусства красочность, декоративность и особая монументальность, любовь к изображению архитектуры, часто во фронтальной перспективе с низким горизонтом, что ещё более подчёркивало величие композиции. Веронезе всегда усиливал декоративность своих картин, располагая фигуры в узком пространственном слое переднего плана, параллельно фронтальной плоскости, а не по диагонали, в глубину, как делали его соперники Тициан и Тинторетто. Для Веронезе характерна и выразительная, только ему свойственная красочная фактура»

## Наследие и память
С 1576 года Веронезе работал по заказам императора Рудольфа II Габсбурга. Таким образом венецианский живописец оказал влияние и на творчество «художников-рудольфинцев» в Праге. После смерти Веронезе его сыновья Карлетто и Габриэле вместе с его братом Бенедетто образовали в его мастерской товарищество художников, которое выпускало картины за подписью «наследники Павла» (Heredes Paoli). Переняв манеру Веронезе, они не унаследовали его таланта и их произведения не получили широкой известности.
В мастерской Веронезе учился Якопо Негретти, более известный под именем Пальма, Якопо (Старший).
Подражателями и последователями Веронезе были художники Баттиста д’Анджело, Баттиста Дзелотти, Ганс Роттенхаммер и Паоло Фаринати.
К 450-летию со дня рождения Паоло Веронезе Почта СССР выпустила почтовый блок с изображением картины «Диана».

## Галерея

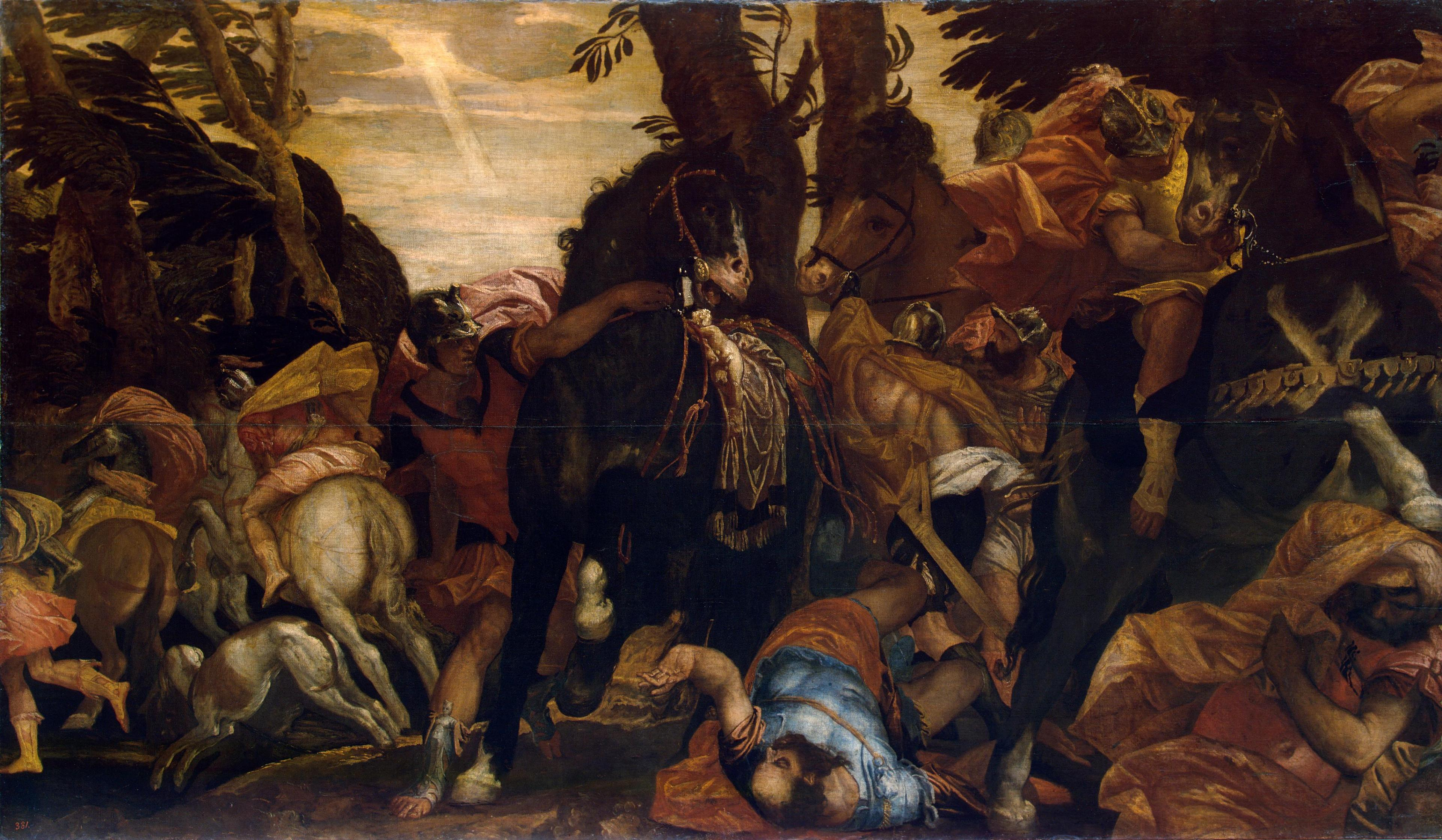
Обращение Савла. Ок. 1570. Холст, масло. Государственный Эрмитаж, Санкт-Петербург
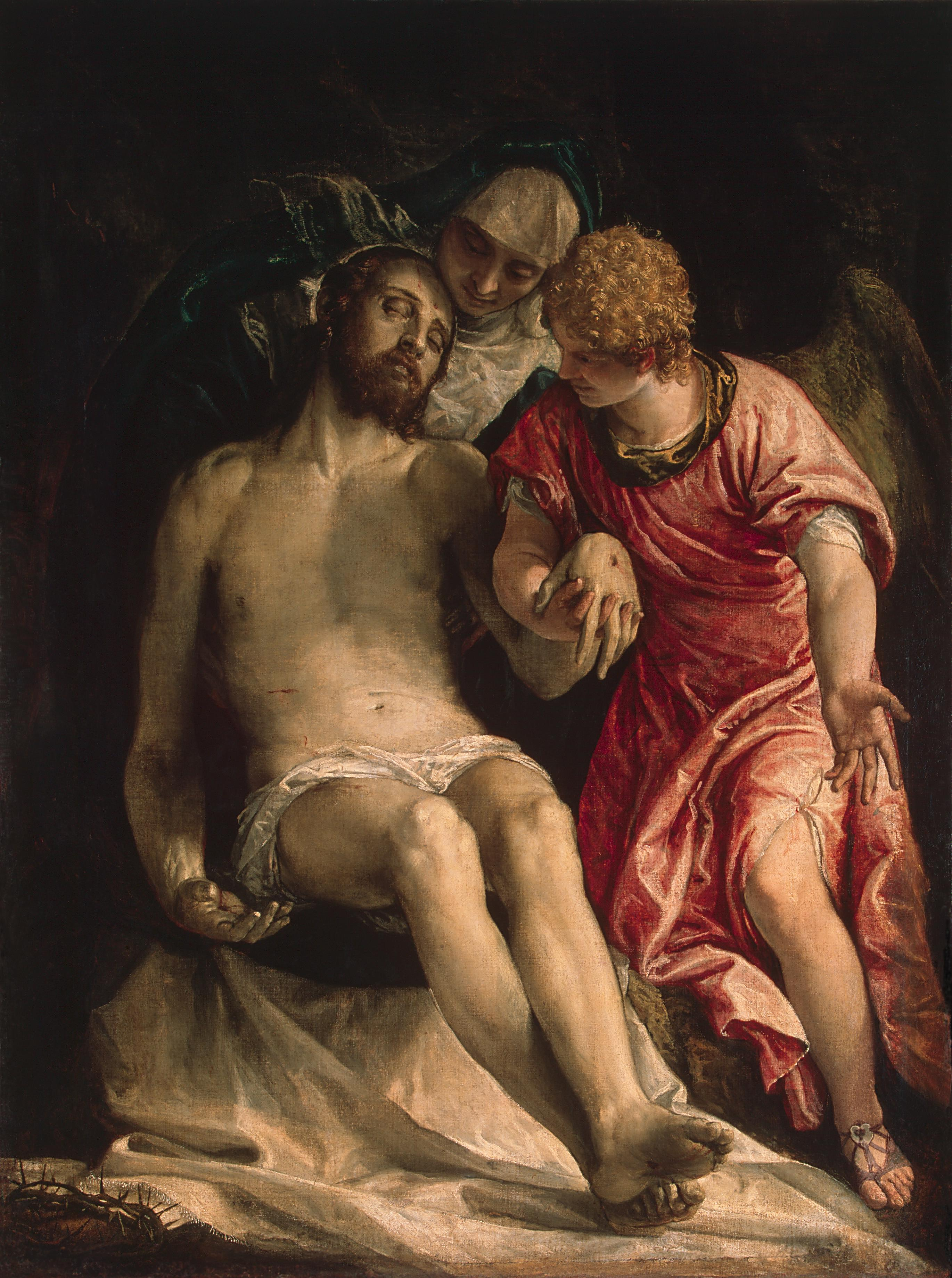
Оплакивание Христа. Между 1576 и 1582. Холст, масло. Государственный Эрмитаж, Санкт-Петербург
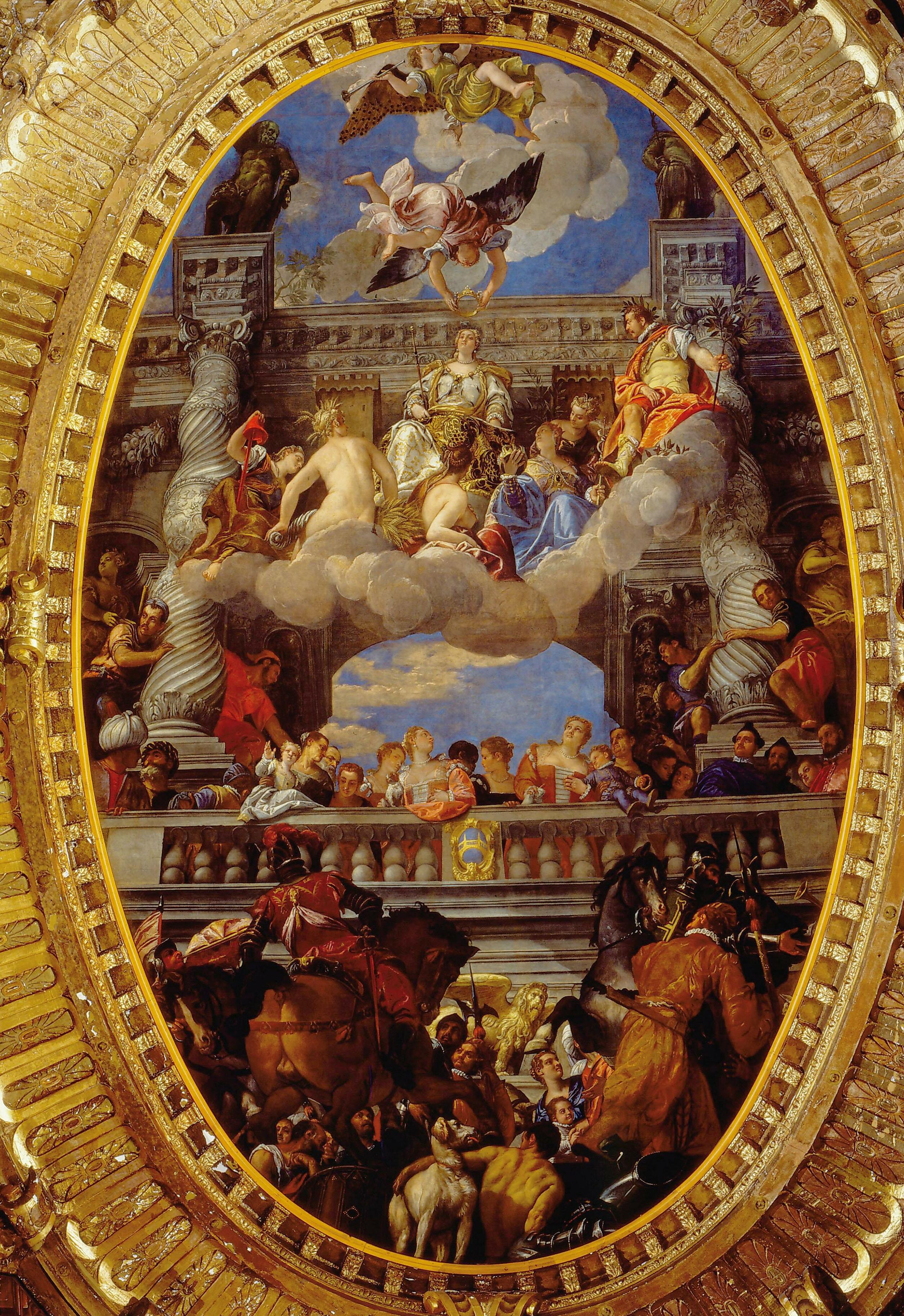
Триумф Венеции. 1585. Холст, масло. Плафон Дворца дожей, Венеция
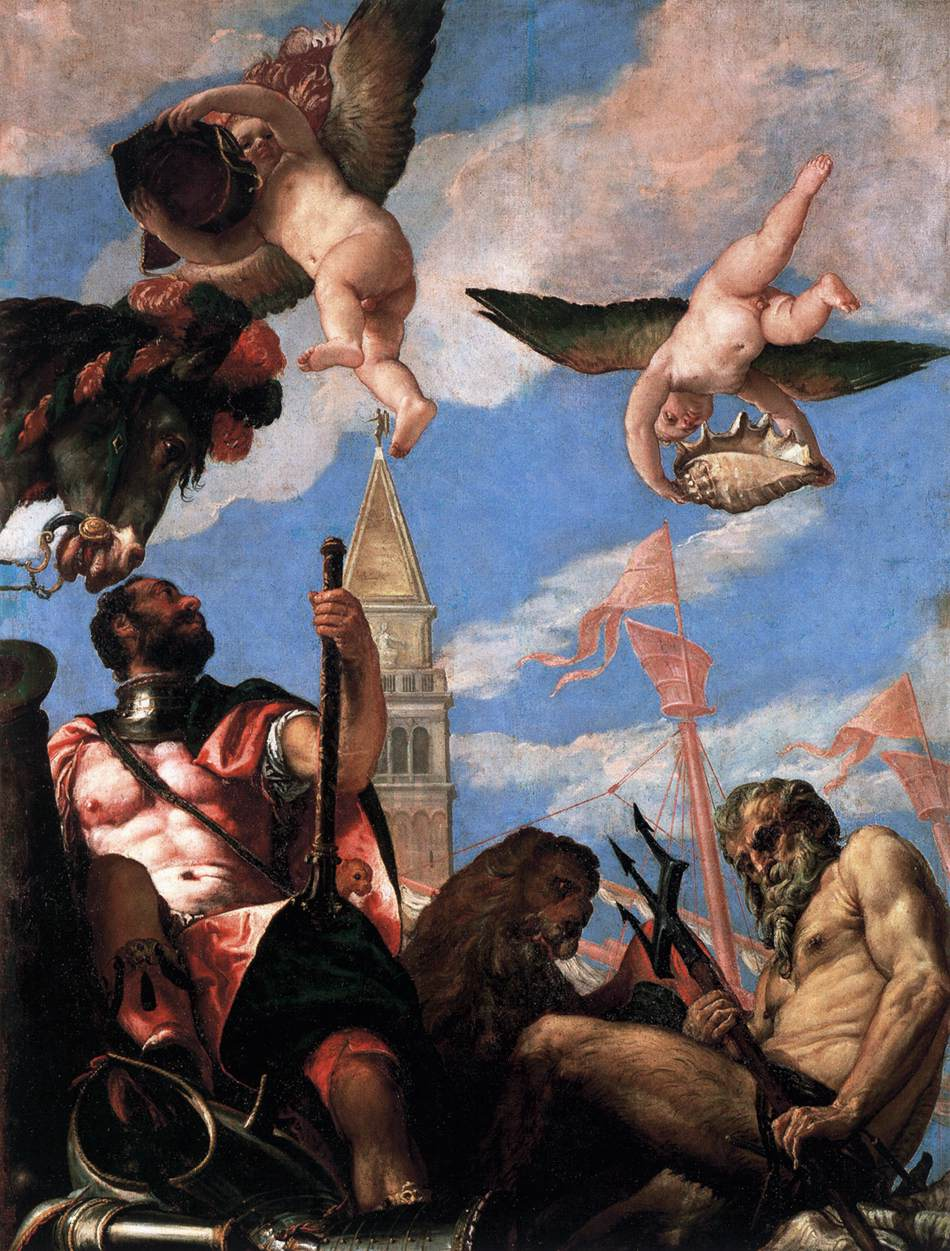
Марс и Нептун. Между 1575 и 1578. Холст, масло. Дворец дожей, Венеция
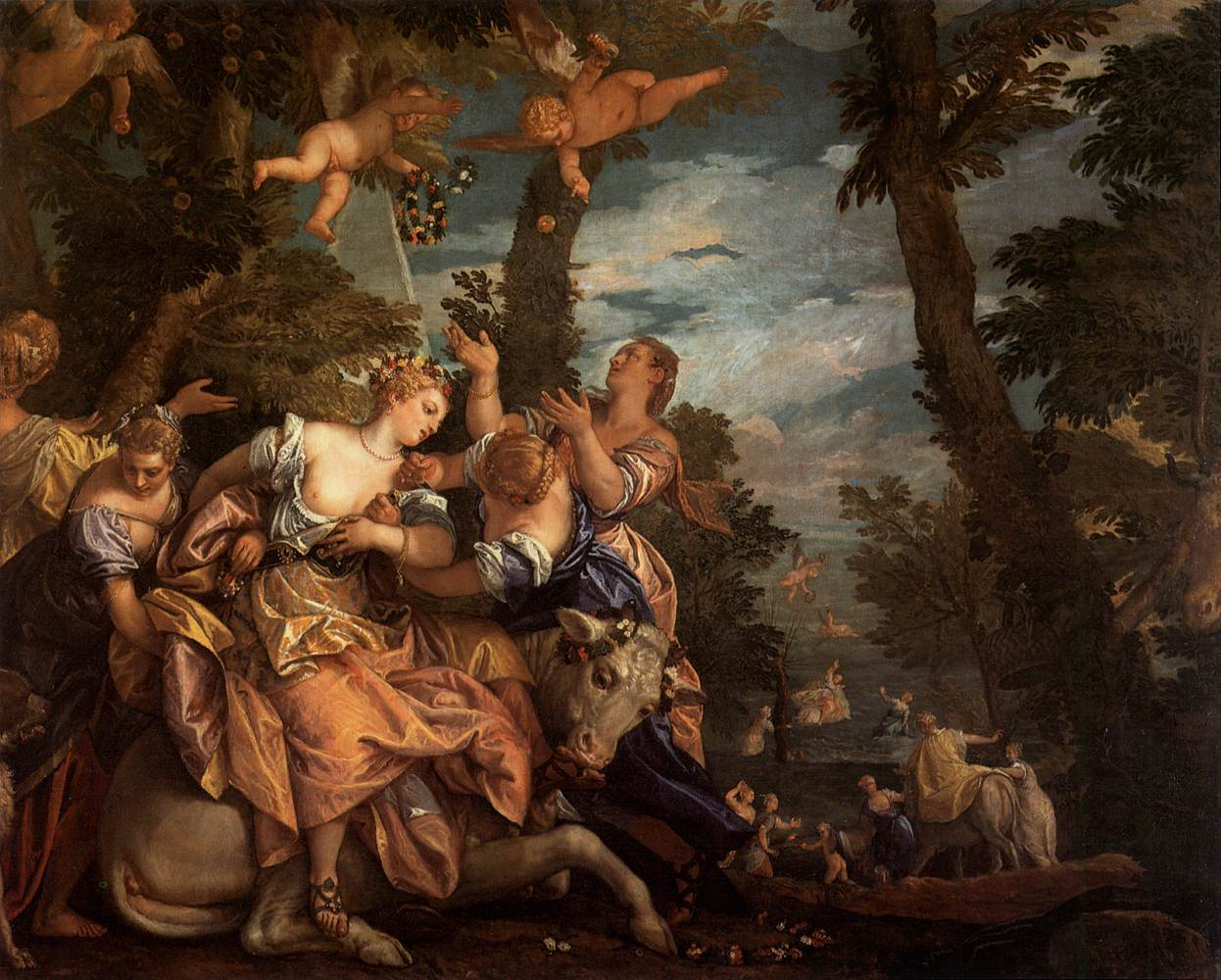
Похищение Европы. Ок. 1578. Холст, масло. Дворец дожей, Венеция
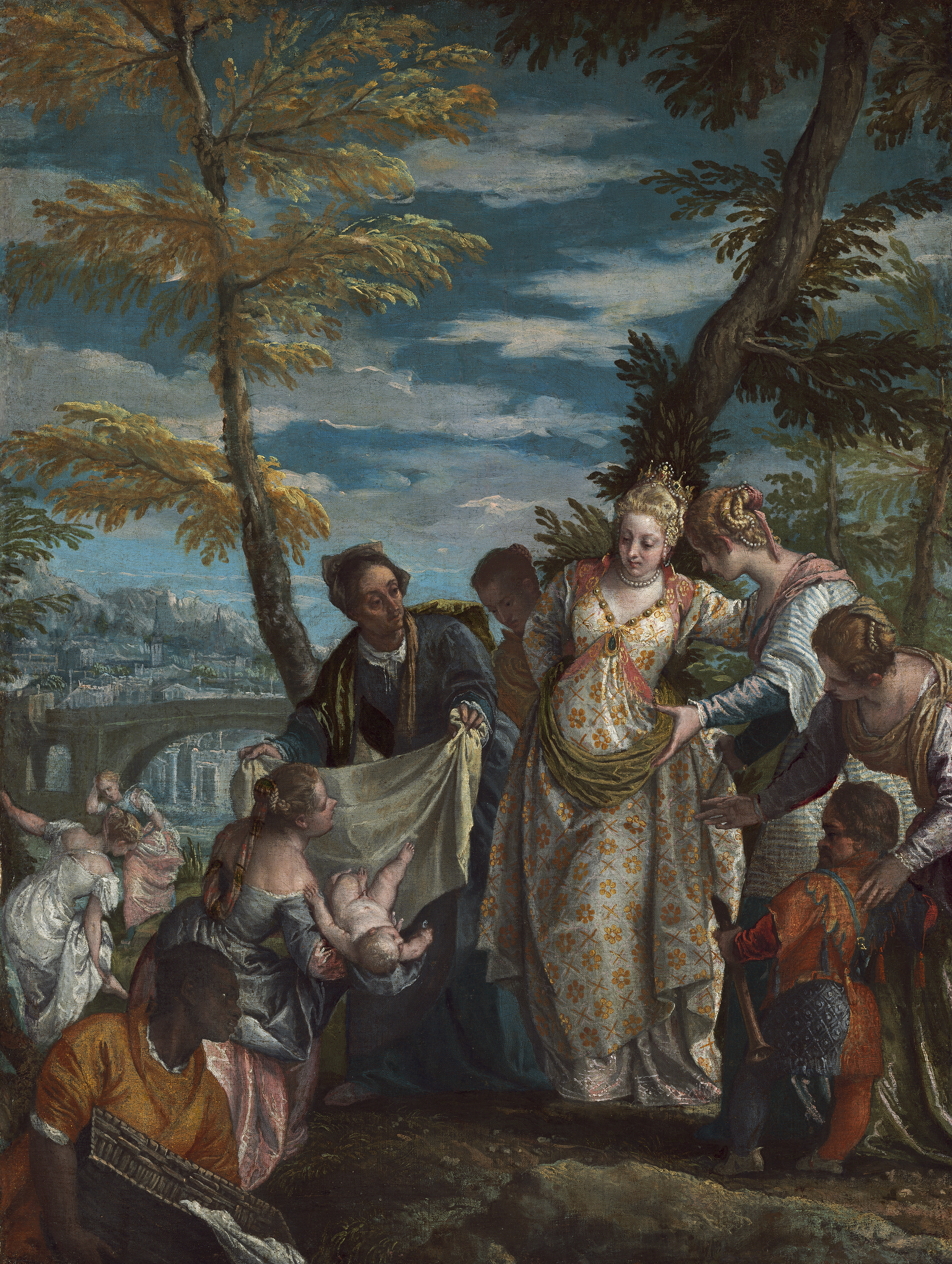
Нахождение Моисея. Между 1570 и 1575. Холст, масло. Национальная галерея искусства, Вашингтон
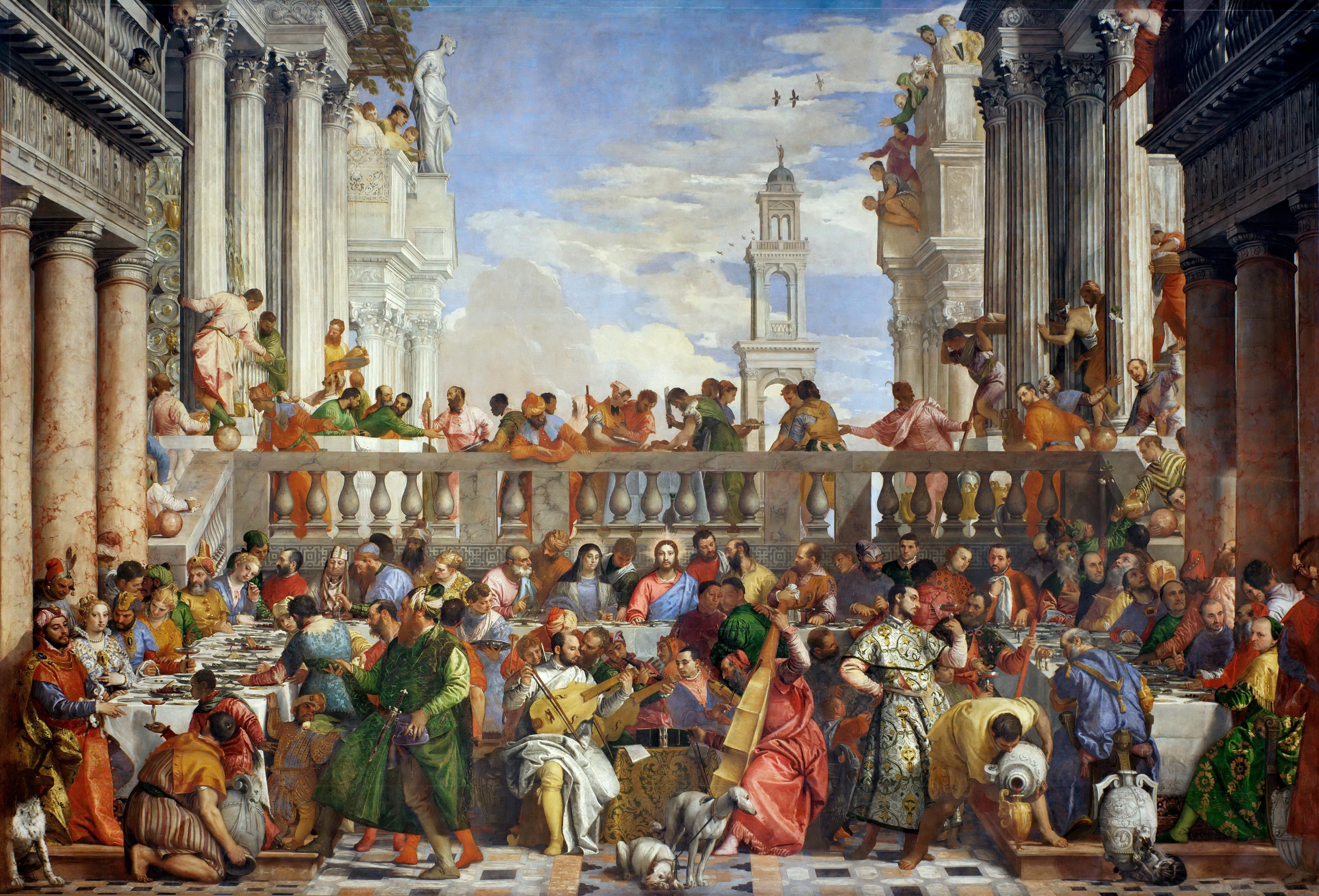
Брак в Кане Галилейской. 1562—1563. Холст, масло. Лувр, Париж
Пир в доме Левия. 1573. Холст, масло. Галерея Академии, Венеция
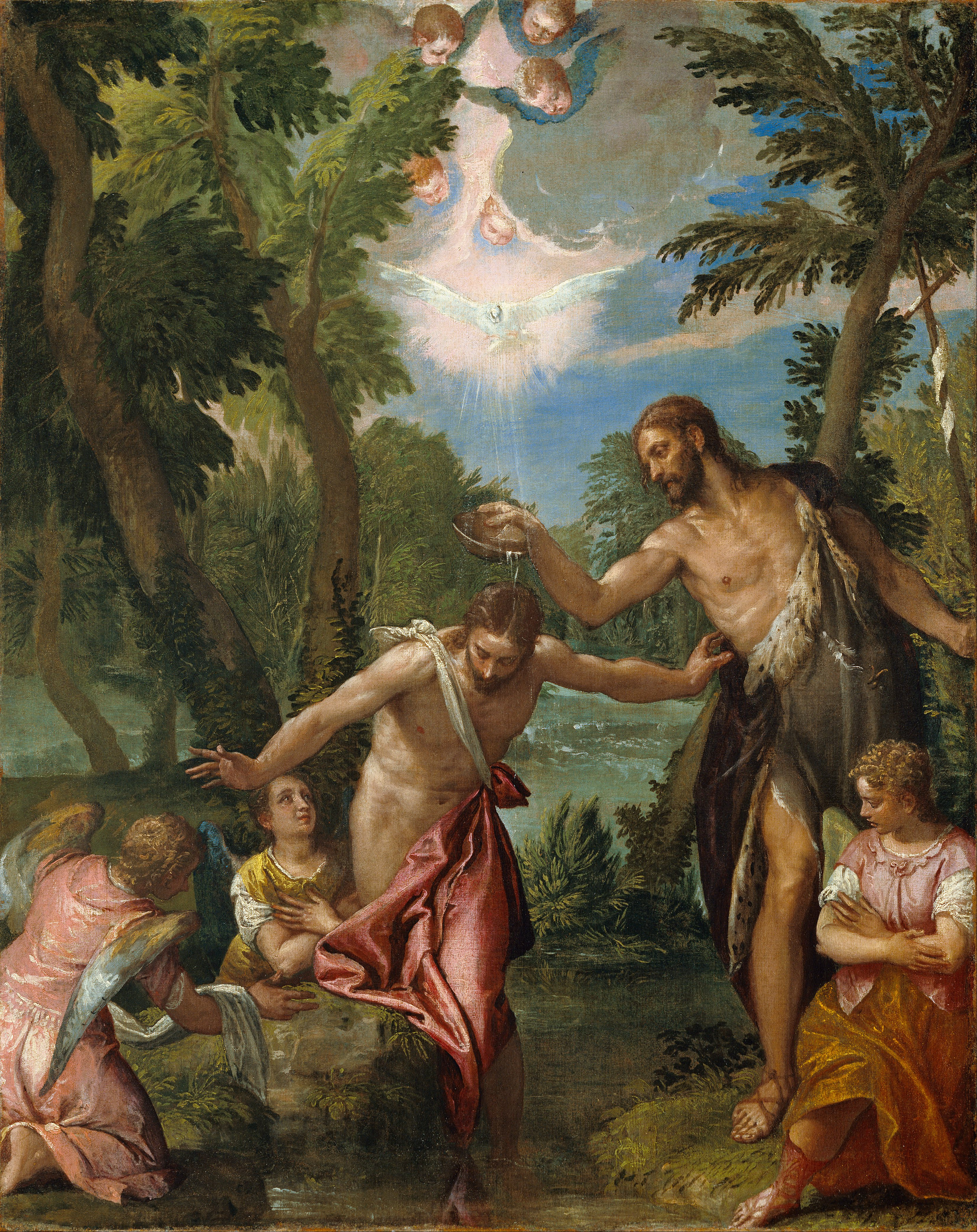
Крещение Христа. Между 1580 и 1588. Холст, масло. Центр Гетти, Лос-Анджелес
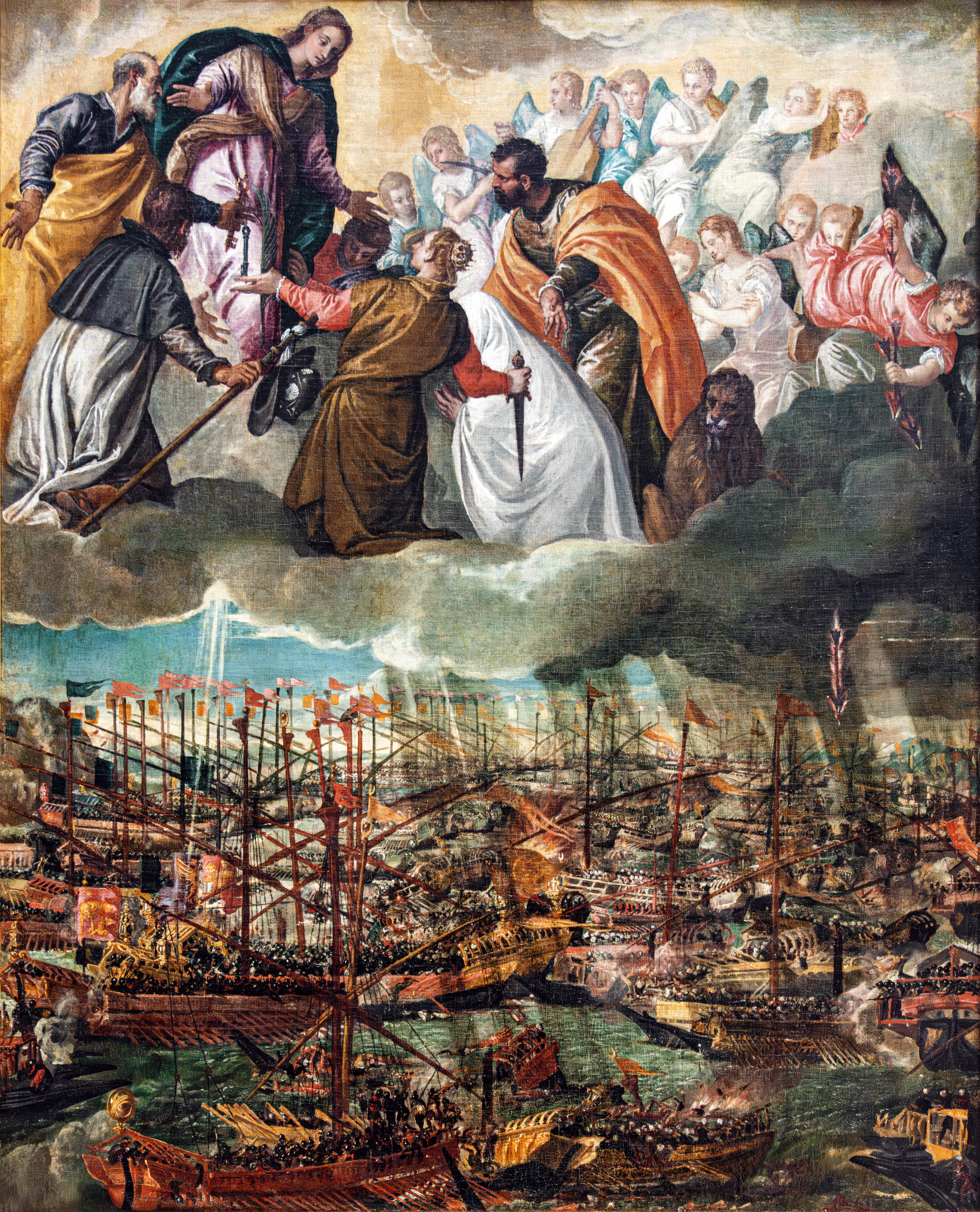
Битва при Лепанто. 1571. Холст, масло. Галерея Академии, Венеция
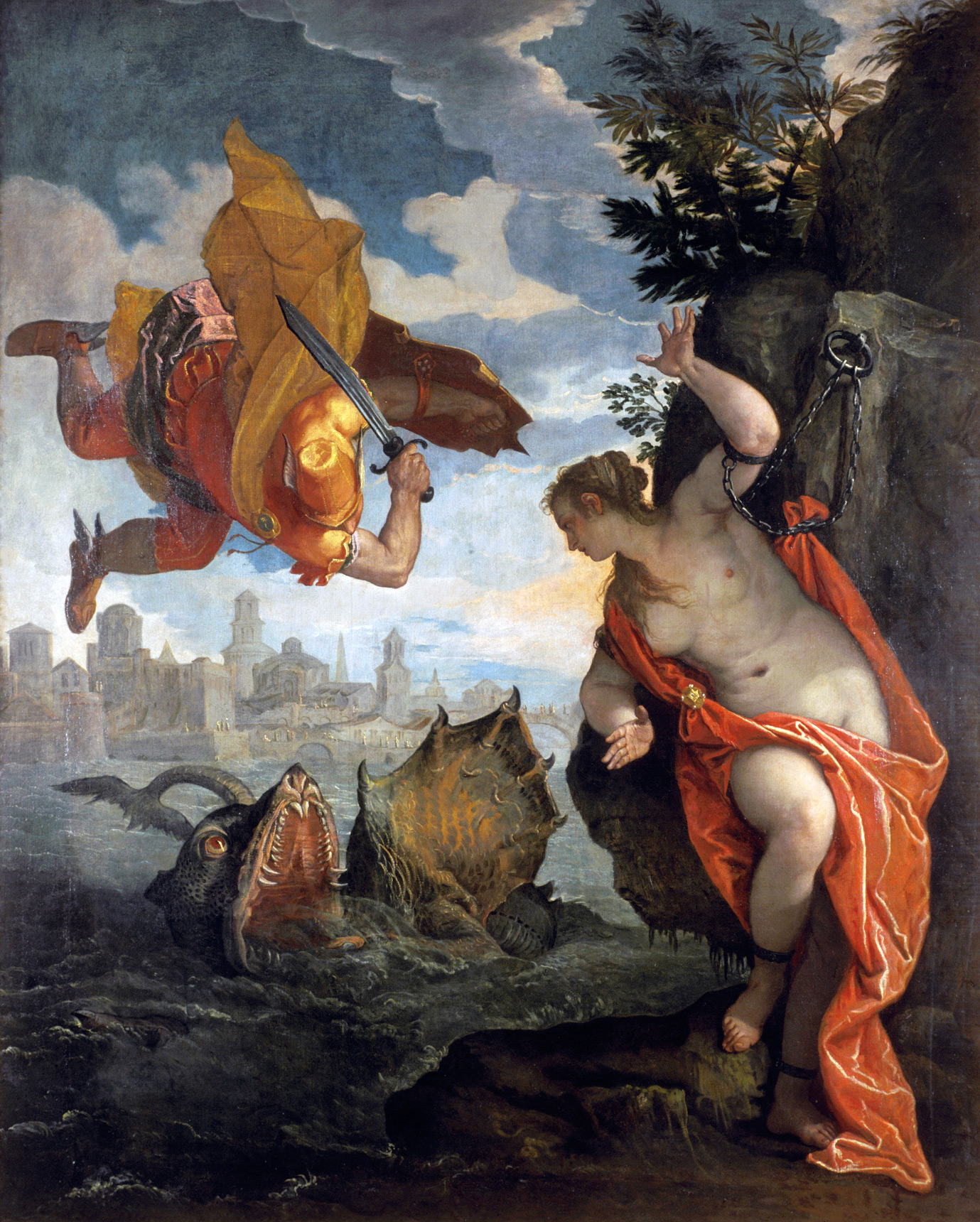
Персей освобождает Андромеду. Холст, масло. Музей изящных искусств, Рен, Франция
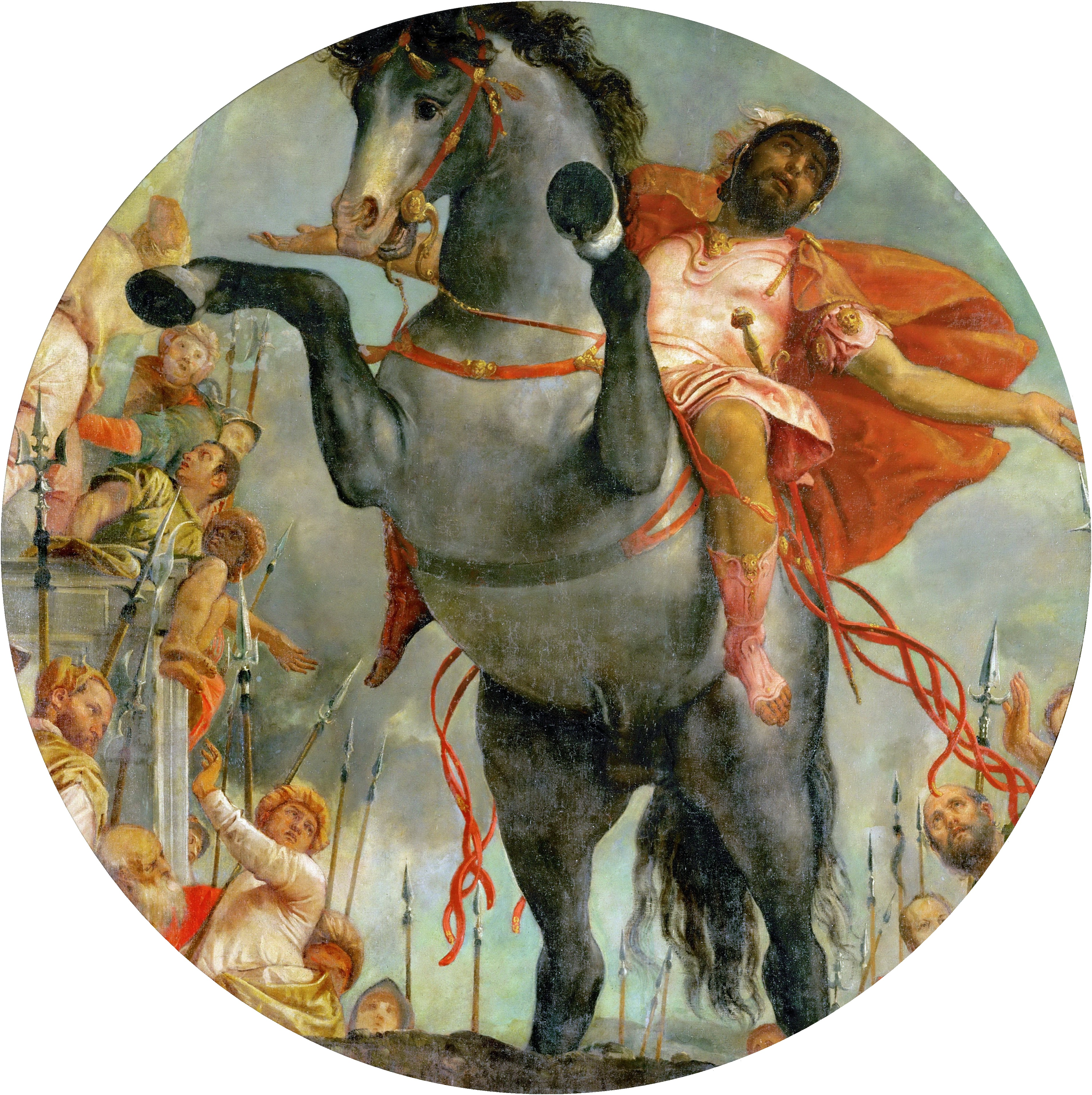
Подвиг Марка Курция. 1550–1552. Холст, масло. Музей истории искусств, Вена
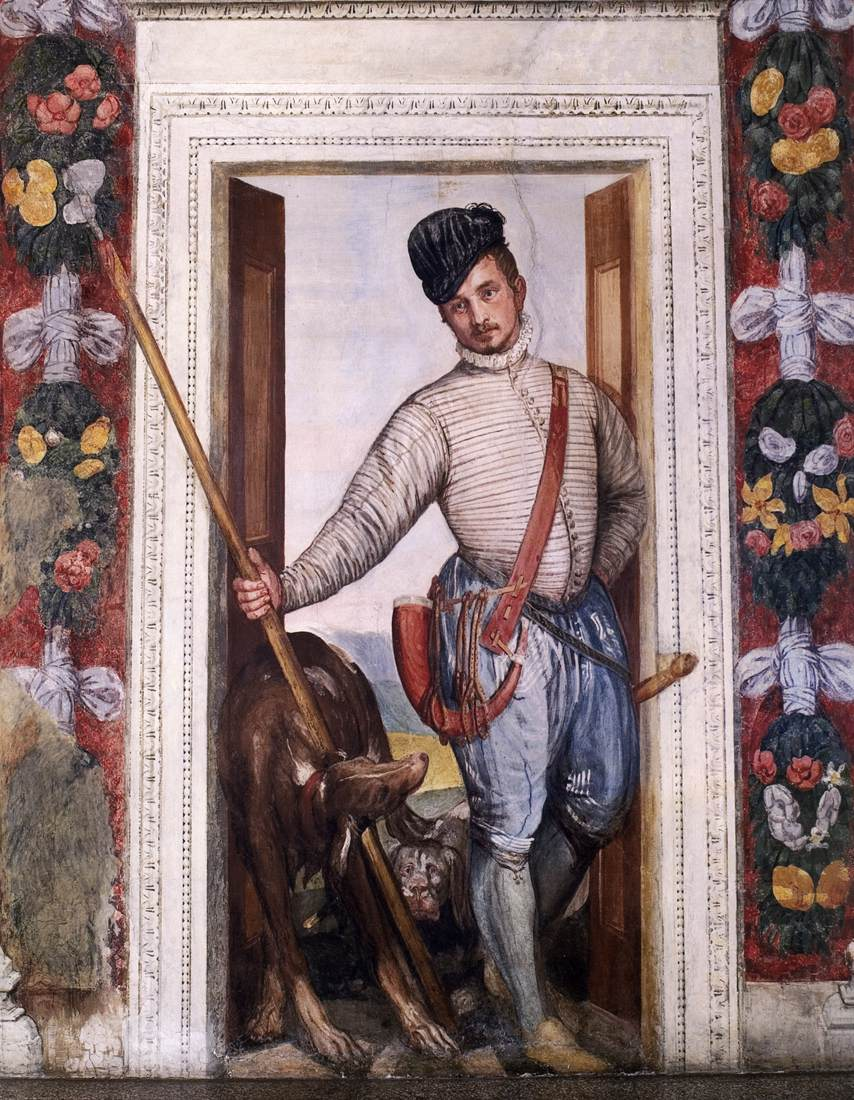
Кавалер в охотничьем наряде. 1560—1561. Фреска. Вилла Барбаро
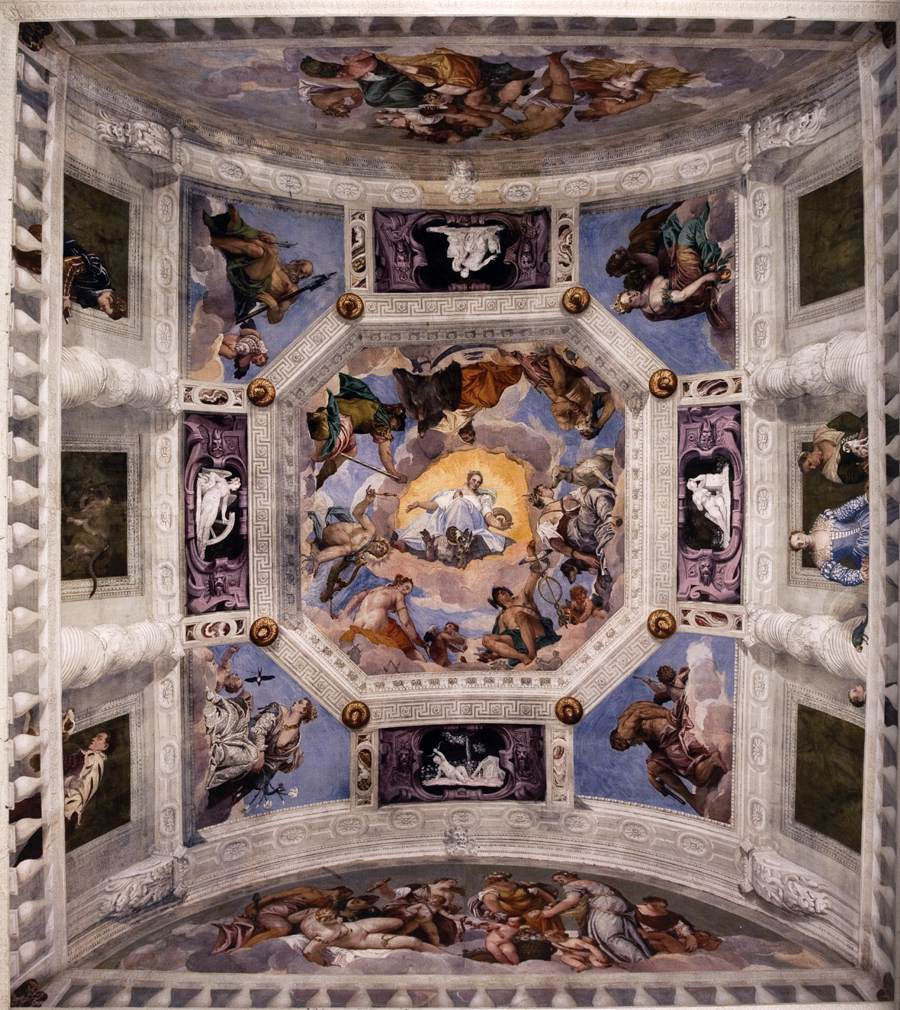
Роспись свода «Зала Олимпа». Вилла Барбаро
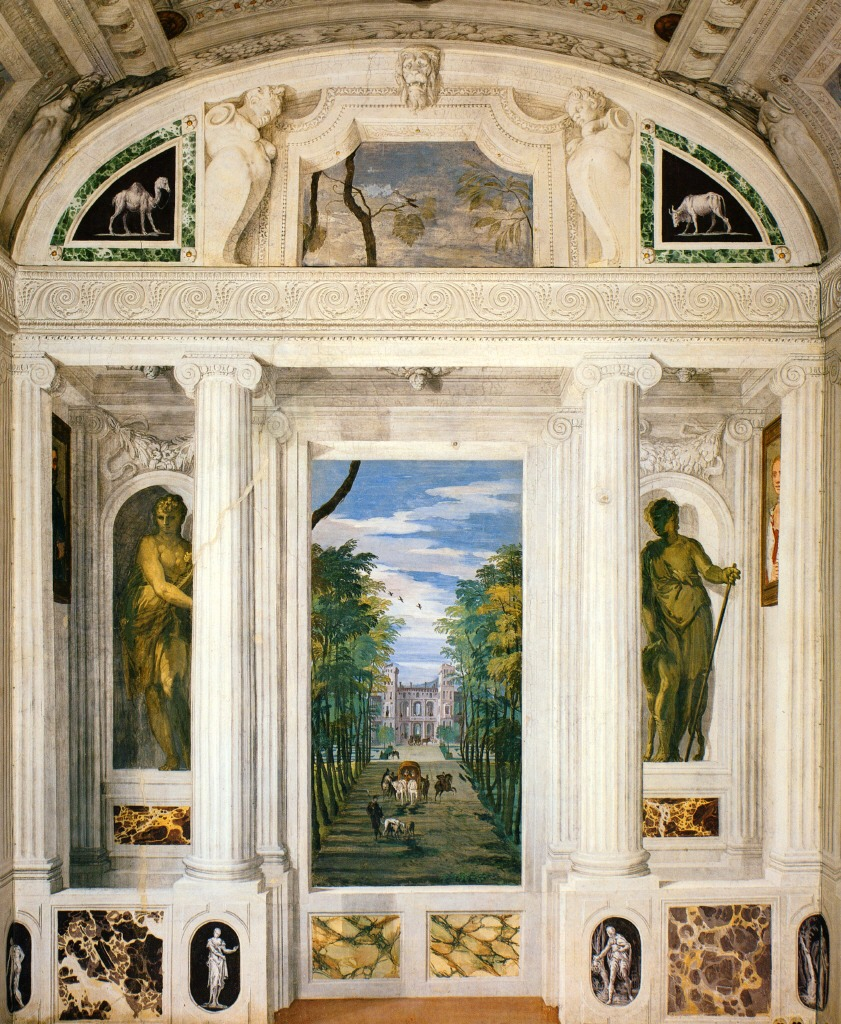
Фреска торцовой стены «Зала Олимпа»
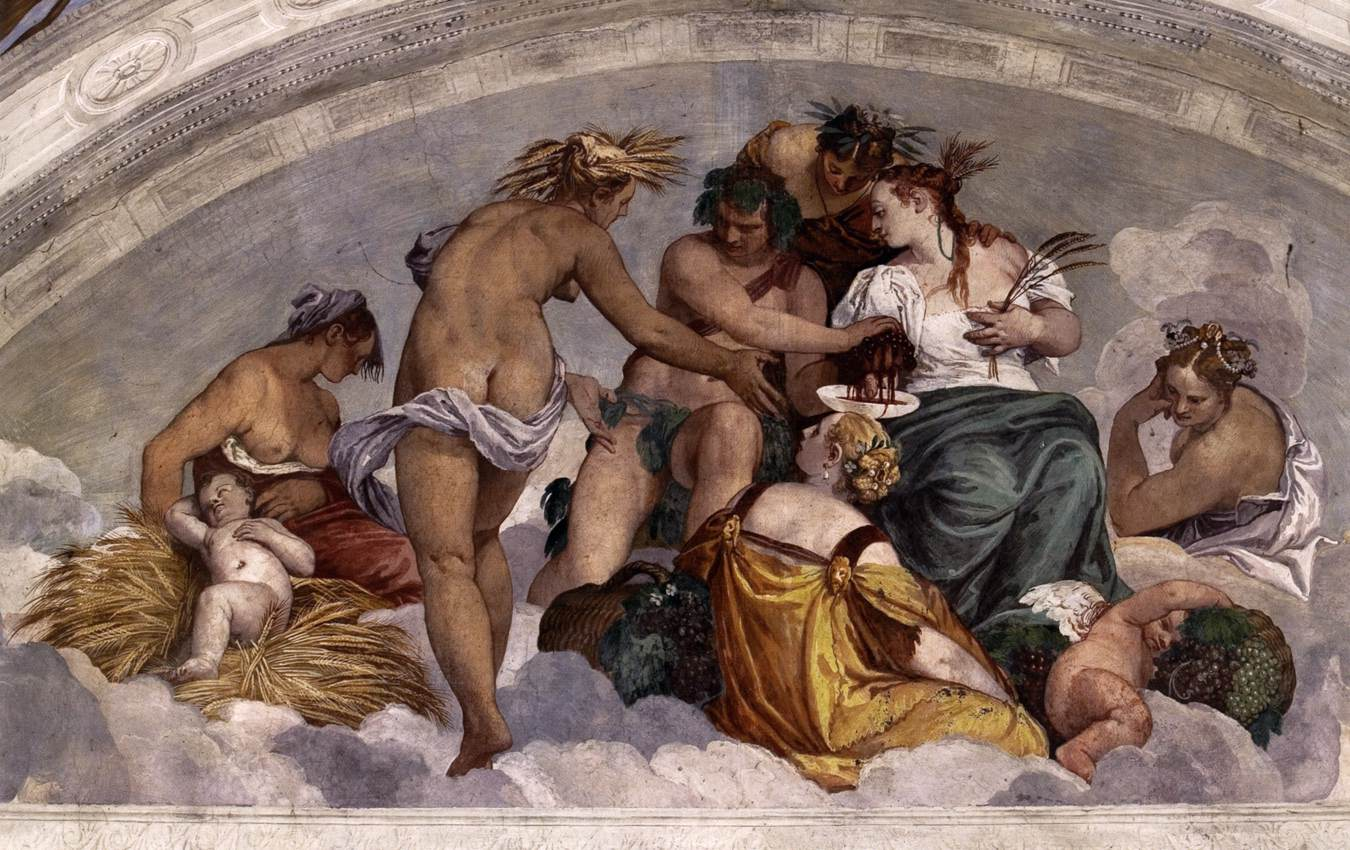
Зима (Бахус и Церера). Роспись люнета
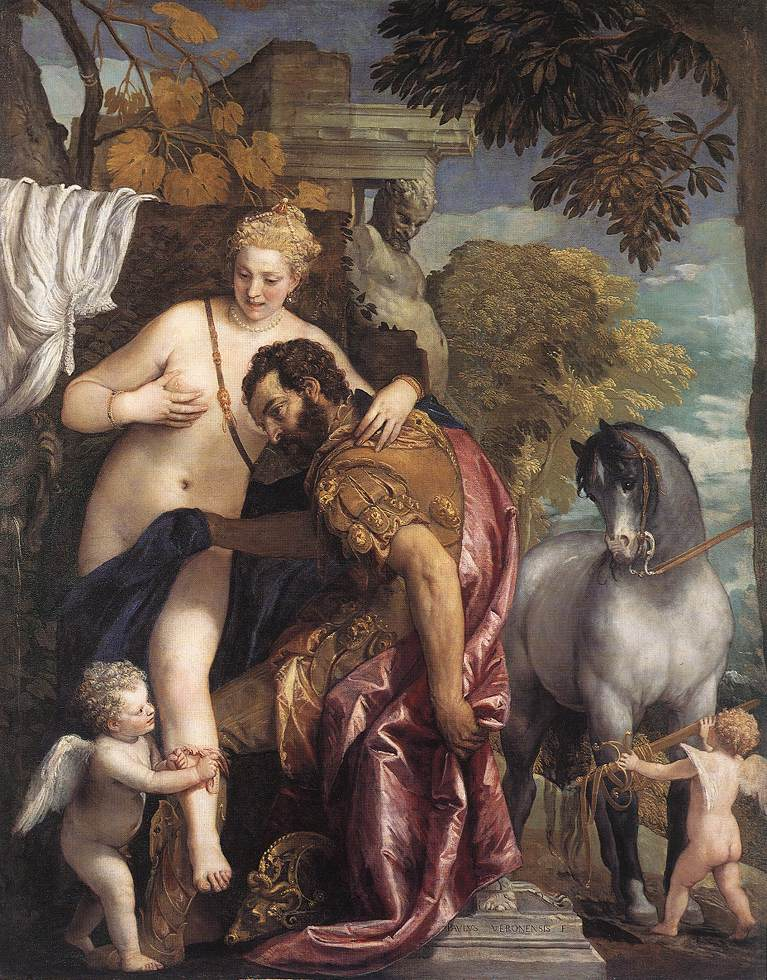
Марс и Венера. Ок. 1570. Холст, масло. Метрополитен-музей, Нью-Йорк
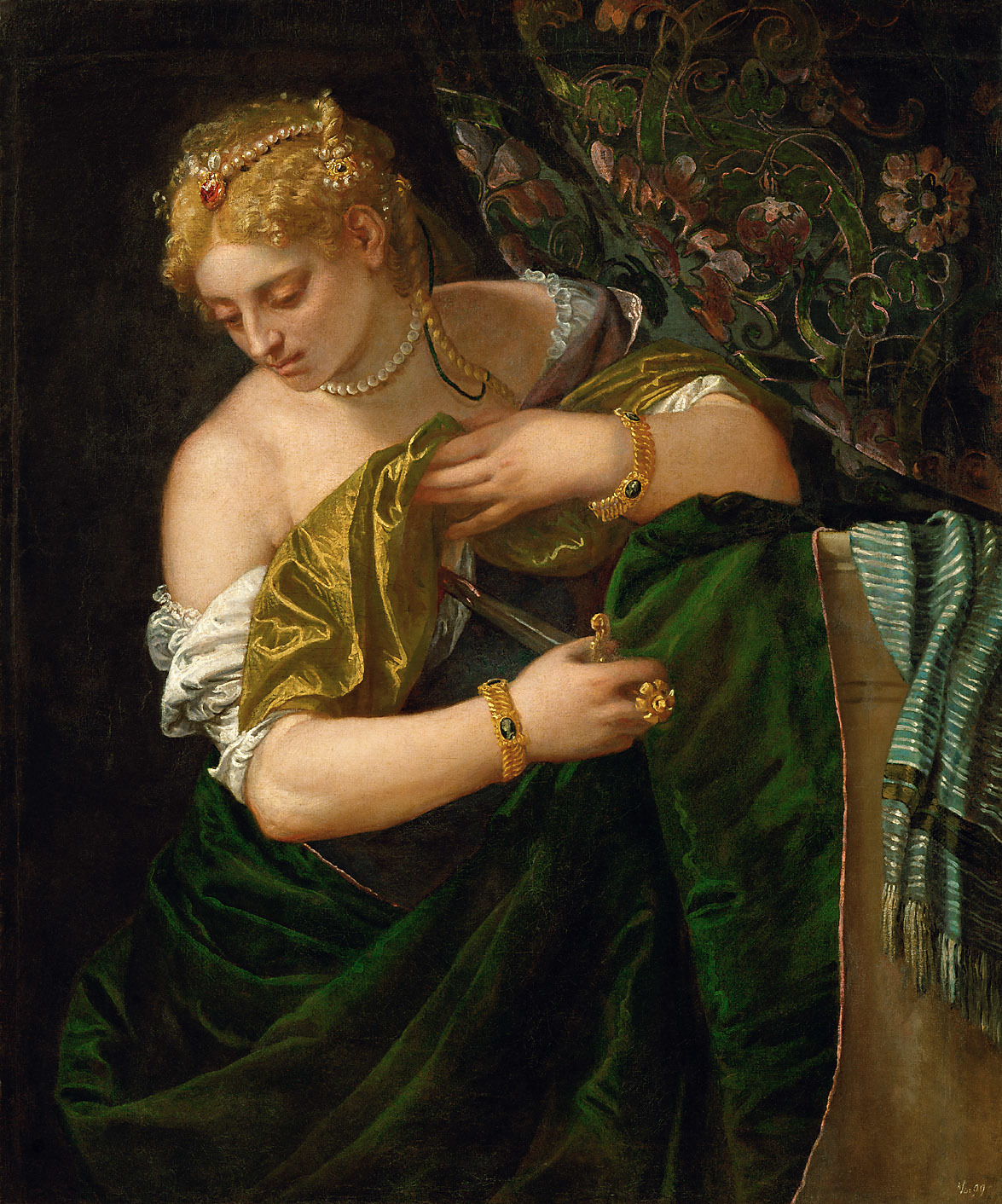
Лукреция. 1580. Холст, масло. Музей истории искусств, Вена